# 阪神高速14號松原線
阪神高速14號松原線（日语：／ Hanshin kōsoku 14 gō Matsubara sen */?）是日本阪神高速道路路線，大阪府大阪市惠比壽JCT至大阪府松原市松原JCT。急彎加上跨越鐵道造成道路線形不佳，是事故發生率高的路線。另外，與阪和道和西名阪道連接也使的本道路交通量相當大，在平日的早晨與黃昏的時間帶時，上行線經常發生起於環狀線合流處的交通堵塞。

## 路線名
- 大阪府道高速大阪池田線（環狀線至阿倍野入口附近）
- 大阪府道高速大阪松原線（阿倍野入口至松原系統交流道）

## 交流道
- 全線都位於日本大阪府內。

| 交流道 編號                 | 中文設施名稱   | 日文設施名稱 | 英文設施名稱 | 接續路線名稱                      | 起點 里程 （公里） | 備註                           | 所在地        | 所在地        |
| --------------------------- | -------------- | ------------ | ------------ | --------------------------------- | ------------------ | ------------------------------ | ------------- | ------------- |
| -                           | 惠美須JCT      |              |              | 阪神高速1號環狀線                 | 0.0                |                                | 大阪市        | 浪速區        |
| 14-01                       | 天王寺出口     |              |              |                                   | 0.6                | 環狀線方面出口                 | 大阪市        | 天王寺區      |
| 14-02                       | 阿倍野入口     |              |              |                                   | 0.7                | 環狀線方向入口                 | 大阪市        | 西成區        |
| 14-03                       | 文之里出入口   |              |              | 我孫子筋                          | 3.2                | 松原方向出入口                 | 大阪市        | 阿倍野區      |
| 14-04                       | 駒川出入口     |              |              | 南港通                            | 4.8                | 大阪市內方向出入口             | 大阪市        | 東住吉區      |
| 14-05                       | 平野出入口     |              |              | 國道479號                         | 6.9                | 松原方向出入口                 | 大阪市        | 平野區        |
| 14-06                       | 喜連瓜破出入口 |              |              | 國道309號                         | 7.7                | 大阪市內方向出入口             | 大阪市        | 平野區        |
| -                           | 瓜破TB         |              |              | -                                 | 9.1                |                                | 大阪市        | 平野區        |
| 14-07                       | 三宅出入口     |              |              | 國道309號                         | 9.5                | 大阪市內方向出入口             | 松原市        | 松原市        |
| -                           | 三宅JCT        |              |              | 阪神高速6號大和川線               | 10.5               |                                | 松原市        | 松原市        |
| -                           | 三宅迷你PA     |              |              |                                   |                    | 大阪市內方向 2012年9月10日廢除 | 松原市        | 松原市        |
| 14-08                       | 大堀出入口     |              |              | 大阪府道2號大阪中央環狀線         | 11.4               | 大阪市內方向出入口             | 大阪市 平野區 | 大阪市 平野區 |
| 14-09                       | 松原JCT        |              |              | E26 近畿自動車道 E26 阪和自動車道 | 12.1               |                                | 松原市        | 松原市        |
| E25 西名阪自動車道 天理方向 |                |              |              |                                   |                    |                                |               |               |

## 歷史
- 1970年3月13日 : 公園北分歧（環狀線）- 阿倍野入口間通車。
- 1980年3月1日 : 阿倍野入口 - 西名阪道松原交流道間通車，全線通車（但是當時的松原交流道僅阪神高速與西名阪道直通，與一般道連接則須利用三宅出入口）。
- 1980年4月17日 : 喜連瓜破出入口啟用。
- 1981年10月22日 : 駒川出入口啟用。
- 1986年3月31日 : 文之里出口啟用。
- 1986年12月25日 : 平野出入口啟用。
- 1987年5月11日 : 文之里入口啟用。
- 1989年3月29日 : 松原系統交流道內與阪和道連接的匝道啟用。
- 1992年2月26日 : 大堀出入口啟用。
- 2012年9月10日 : 三宅迷你停車區廢止。
- 2013年3月21日 : 三宅系統交流道，與6號大和川線相連。三宅系統交流道 - 松原系統交流道間拓寬為雙向6車道。
- 2015年3月29日 : 松原系統交流道內至近畿道之聯絡道通車[1]。

## 路線狀況

### 道路情報廣播
- 駒川（平野 - 文之里）
- 松原（大堀 - 大和川收費站）

阪神高速的道路資訊廣播開頭會以「這裡是阪神高速路側○○（局名）。午前（午後）○○時○○分為您播報現在的道路資訊。」的形式放送。

### 車道與速限
| 路段                            | 車道 上下線=上行+下行 | 速限     | 速限       |
| 路段                            | 車道 上下線=上行+下行 | 一般時段 | 早晨・深夜 |
| ------------------------------- | --------------------- | -------- | ---------- |
| 公園北分歧 - 三宅系統交流道     | 4=2+2                 | 60km/h   | 50km/h     |
| 三宅系統交流道 - 松原系統交流道 | 6=3+3                 | 60km/h   | 50km/h     |

### 交通量
24小時交通量（台）　道路交通調查
| 區間                        | 平成17（2005）年度 | 平成22（2010）年度 | 平成27（2015）年度 |
| --------------------------- | ------------------ | ------------------ | ------------------ |
| 公園北分歧 - 天王寺出口     | 112,182            | 86,317             | 85,676             |
| 天王寺出口 - 阿倍野入口     | 74,867             | 81,805             | 80,320             |
| 阿倍野入口 - 文之里出入口   | 74,867             | 78,043             | 76,841             |
| 文之里出入口 - 駒川出入口   | 74,867             | 83,523             | 83,270             |
| 駒川出入口 - 平野出入口     | 74,867             | 70,931             | 70,215             |
| 平野出入口 - 喜連瓜破出入口 | 74,867             | 74,828             | 75,466             |
| 喜連瓜破出入口 - 三宅出入口 | 74,867             | 67,816             | 67,757             |
| 三宅出入口 - 三宅系統交流道 | 74,867             | 56,112             | 59,432             |
| 三宅系統交流道 - 大堀出入口 | 74,867             | 56,112             | 59,432             |
| 大堀出入口 - 松原系統交流道 | 74,867             | 47,116             | 51,979             |

（出典：「平成22年度道路交通調查 （页面存档备份，存于）」、「平成27年度全国道路・街路交通情勢調査 （页面存档备份，存于）」（自国土交通省網頁摘取資料作成）

## 地理

### 連接高速公路
- 阪神高速1號環状線（於公園北分歧連接）
- 阪神高速6號大和川線（於三宅系統交流道連接）
- E26 近畿自動車道（於松原系統交流道連接）
- E26 阪和自動車道（於松原系統交流道連接）
- E25 西名阪自動車道（於松原系統交流道連接）

## 外部連結
- 阪神高速道路株式會社

Template:阪神高速14號松原線